# Daniel De Leon
Daniel De Leon, ou somente De Leon, foi um jornalista e notável socialista americano, político, teórico marxista e organizador sindical. Ele é considerado o fundador do de-leonismo e foi a principal figura do Partido Trabalhista Socialista da América de 1890 até o momento de sua morte. Muitas de suas ideias e filosofia contribuíram para a criação de Partidos Trabalhistas e Socialistas em todo o mundo, incluindo: Austrália, Reino Unido, Canadá e a Aliança Socialista de Comércio e Trabalho.